# Олімп (телесеріал)
Олімп (англ. Olympus) – канадсько-британський телесеріал у жанрі фентезі за мотивами давньогрецької міфології. Прем'єра серіалу відбулася 2 квітня 2015 року на телеканалі Syfy. Загалом показали перший сезон, що складається з 13 епізодів, останню серію показали 2 липня того ж року.

## Сюжет
2015-й рік до нашої ери. Молодий, недосвідчений хлопець вирушає до печери Циклопа, щоб врятувати неймовірну красуню – Оракула храму Геї, богині Землі, матері Неба і Моря. Він хоче довідатись таємницю свого життя. Хто він? Звідки? Хто його батько? Чому прокляте його ім'я? На долю юнака випаде безліч випробувань. Вони перетворять юного мрійника на жорстокого лідера, сила й могутність якого зробить його рівним Богам.

## У ролях
| Персонаж                    | Актор              |
| --------------------------- | ------------------ |
| Найманець/Герой             | Том Йорк           |
| Оракул Геї                  | Соня Кессіді       |
| Цариця Медея                | Соніта Генрі       |
| Цар Егей                    | Ґрем Шілс          |
| Ксеркс                      | Кас Анвар          |
| Паллант брат Егея           | Джон Еммет Тресі   |
| Принц Лік син Егея та Медеї | Вейн Барнс         |
| Дедал                       | Метт Фрюер         |
| Цар Мінос                   | Алан С. Петерсон   |
| Принцеса Аріадна            | Софія Лаухлін Хірт |

## Цікаві факти
- Сюжет серіалу дуже відрізняється від оригінальних давньогрецьких міфів.
- За увесь перший сезон ім'я головного героя так і не було названо. Все через прокляття, яке перетворить на камінь усіх хто його промовить.
- Ґрунтуючись на деяких фактах з давньогрецьких міфів, таких як те, що головний герой є спадкоємцем Царя Егея або відносини головного героя з принцесою Аріадною, можна припустити, що радше за все герой це Тесей.

## Зовнішні посилання
- Офіційний сайт
- Офіційний вебсайт в Super Channel
- Офіційний вебсайт в Syfy
- Olympus на сайті IMDb (англ.)

| телесеріали США | Це незавершена стаття про американський телесеріал. Ви можете допомогти проєкту, виправивши або дописавши її. |